# Eupetinus priscus
Eupetinus priscus är en skalbaggsart som beskrevs av Sharp 1908. Eupetinus priscus ingår i släktet Eupetinus och familjen glansbaggar. Inga underarter finns listade i Catalogue of Life.